# First Love – Die große Liebe
First Love – Die große Liebe ist eine vom ZDF produzierte Jugend-Episodenreihe, die im Jahr 1998 ausgestrahlt wurde. Junge Menschen begegnen ihrer ersten großen Liebe.

## Handlung
Die Zeit der ersten großen Liebe vergisst man nie. Das ganze Leben ist voller Romantik, Lust und Leidenschaft, aber auch voll Kummer, Sorgen und Zweifel. So wird es in den einzelnen Episoden geschildert, die nicht immer glücklich enden. Die Handlungen der Folgen sind in sich abgeschlossen und mit wechselnden Schauspielern besetzt.

## Hintergrund
Die Episodenreihe war ein Versuch des ZDF, das Programm auch für ein jüngeres Publikum attraktiv zu machen. Die meisten Rollen wurden von damals relativ unbekannten Nachwuchstalenten besetzt. Allerdings stellte sich der erhoffte Erfolg nicht ein.
Die Ausstrahlung erfolgte dienstags im Vorabendprogramm.

## Schauspieler
Zu den Hauptdarstellern gehörten Gruschenka Stevens, Minh-Khai Phan-Thi, Jan Sosniok, Nadja Uhl, Oliver Bootz, Marco Girnth, Andreas Elsholz, Patrick Wolff, Eva Habermann, Matthias Schloo, Denise Zich, Benjamin Sadler und Karl Schönböck.

## Episoden
| Folge | Titel                    | Ausstrahlung     |
| ----- | ------------------------ | ---------------- |
| 1     | Regenbraut (Pilotfilm)   | 4. Februar 1998  |
| 2     | Traumfrau                | 10. Februar 1998 |
| 3     | Planet der Träume        | 17. Februar 1998 |
| 4     | Süßer Erdbeermund        | 24. Februar 1998 |
| 5     | Auf dünnem Eis           | 3. März 1998     |
| 6     | Abgebrüht                | 10. März 1998    |
| 7     | Sound fürs Leben         | 17. März 1998    |
| 8     | Freches Herz             | 24. März 1998    |
| 9     | Zwei Zimmer, Küche, Baby | 31. März 1998    |
| 10    | Gefühle im Wind          | 7. April 1998    |
| 11    | 24 Stunden               | 14. April 1998   |
| 12    | Auf dem Abflug           | 21. April 1998   |
| 13    | Versuchung               | 28. April 1998   |
| 14    | Ausgespielt              | 5. Juni 1998     |
| 15    | Cecile                   | 12. Juni 1998    |
| 16    | In flagranti             | 19. Juni 1998    |
| 17    | Der letzte Single        | 1998             |
| 18    | Liebeszauber             | 1998             |
| 19    | Verrückter Vollmond      | 1998             |